# 明光丸
明光丸（めいこうまる）は、江戸時代末期（幕末）に紀州藩が所有していたスクリュー推進蒸気船。

## 歴史
原名は「バハマ (Bahama)」。鉄製スクリュー船で、トン数887トン、馬力150。1864年12月にトーマス・ブレーク・グラバーより購入した。代価は13万8500ドルであったが、支払いは延期が繰り返され、1866年2月時点でも未払いが残っていた。
「バハマ」はアメリカ南北戦争時の封鎖突破船で、イギリスのストックトンで建造され、1862年1月24日に進水。総登録トン数888トン、長さ226フィート、幅29フィート2インチ、吃水19フィート、1軸推進、vertical condensing direct-acting engine、135馬力で11ノット。
第二次長州戦争では慶応2年2月から3月にかけて幕府艦隊の一翼として兵庫津から広島への兵員や物資の輸送に多用された。
その後も紀州藩の御用あるいは貨客船として使用され、明治2年には紀ノ国屋萬蔵らに貸し出され神戸横浜間を連絡していた6隻の蒸気船（紀萬船）のひとつとして運用され、明治3年には紀伊国屋萬蔵と菱屋宇兵衛に払い下げ（売却）られた。紀萬船は日本国郵便蒸気船会社（亀山社中出身の岩崎弥太郎が経営）に統合されたためふたたび国策会社の所有となり、のち三菱会社の所有となった。明治7年の台湾出兵のさいに徴用され一時国有化されている。
『日本郵船船舶100年史』によれば1868年に売却されてイギリス船となり、日本の会社が用船して運航。明治4年から5年ごろに日本人の保有となり、その後日本国郵便蒸気船会社、次いで郵便汽船三菱会社に所属し、「須磨浦丸」と改名された。また、同書によれば、「須磨浦丸」は総トン数888トン、135馬力、垂線間長65.6m、幅8.84mである。
Civil War Navies 1855-1883によれば、1864年に「Meiko Maru」、1868年に「Bahama」、1870年に「Meiko Maru」と改名。
1884年10月21日、帆船となっていた「須磨浦丸」は横浜から長崎へ向かう途中、三浦半島東岸金田村沖で共同運輸の「山城丸」と衝突し、破船した。この事故で共同運輸は三菱に賠償金2万円を払うこととなった。